# Lee Ki-seop
 (août 2023).
Si vous disposez d'ouvrages ou d'articles de référence ou si vous connaissez des sites web de qualité traitant du thème abordé ici, merci de compléter l'article en donnant les références utiles à sa vérifiabilité et en les liant à la section « Notes et références ».
Dans ce nom coréen, le nom de famille, Lee, précède le nom personnel.
Pour les articles homonymes, voir Lee.
Lee Kiseop (이기섭), plus communément appelé Kiseop, né le 17 janvier 1991 en Corée du Sud, est un chanteur et danseur sud-coréen. Il intègre le boys band U-Kiss en 2009 lors de la sortie de ContiUKiss, mais apparaît dans le MV de la première chanson du groupe, Not Young, en 2008.

## Biographie
Alors qu'il était au lycée, Kiseop se fait connaître comme ulzzang. Il participe notamment a la saison 2 de Ulzzang Shidae, que l'on pourrait traduire par génération ulzzang. 
Avant son entrée dans U-Kiss, il participe à plusieurs auditions pour trouver une agence, mais aucune ne l'accepte. Kiseop tombe alors dans la dépression et tente de se suicider, mais grâce à sa mère, il décide de reprendre sa carrière en main. Il passe une audition pour la NH Media où il sera enfin accepté. 
Malgré son apparition dans le MV de Not Young en 2008, il n'intègre le groupe qu'en 2009. Cet ajout de membre n'a pas fait l’unanimité chez les fans, et certains ont difficilement accepté l'arrivée de Kiseop. Sur le site officiel du groupe, Kiseop a écrit un message pour les fans, leur demandant de l'accepter. 
À son arrivée, la voix douce et fragile de Kiseop n'est pas mise en avant. On le voit surtout pour son talent en danse. Mais petit à petit, il acquiert plus de lignes, et aujourd'hui, il chante autant ou plus que les autres membres comme Dongho ou AJ dans les ballades.   